# Bouaflé (département)
Le département de Bouaflé est un département de Côte d'Ivoire. 

## Géographie
La ville de Bouaflé et son département éponyme sont situés au centre-ouest de la Côte d’Ivoire, à 306 km de la capitale économique (Abidjan) et à 59 km de Yamoussoukro, la capitale politique et administrative. La superficie du département est de 4 214,5 km². Il est encerclé de part et d’autre par d’autres départements que sont : au Nord, les départements de Zuénoula, Béoumi et Sakassou ; au Sud, le département de Sinfra ; à l’Est, le département de Tiébissou et le district de Yamoussoukro ; puis à l’Ouest par les départements de Daloa et d’Issia.